# Vladislav Muradov
Vladislav Muradov – tadżycki zapaśnik walczący w stylu wolnym. Brązowy medalista igrzysk centralnej Azji w 1995 i 1999 roku.